# Solhac
Solhac (nom occità, en francès Souillac) és un municipi a l'estat francès, situat al departament de l'Òlt, a Occitània. L'any 2004 tenia 3.898 habitants.

## Monuments i llocs turístics
- L'església abacial de Santa Maria, del segle xii, amb planta de creu llatina de 55 m de llarg i 14 d'ample, amb un transsepte de 33 m, i absis amb tres capelles. La portada va ser reconstruïda a partir d'elements de l'antiga. Té una entrefinestra i les seves tres cares (el Pecat, el Caos, el Perdó), el profeta Isaïes, obra mestra de l'art romànic (es diu que André Malraux el va contemplar durant tres hores), i el timpà representa la llegenda del monjo Teòfil.
- L'església parroquial de Sant Martí del segle xii va ser malmesa durant les guerres de religió. Transformada en ajuntament del 1829 al 1985, avui s'ha convertit en oficina de turisme. La sala Sant Martí, cèlebre per les seves magnífiques voltes gòtiques, és avui dia utilitzada per a la celebració de matrimonis i d'exposicions artístiques.
- El pont Louis Vicat va ser construït de 1812 a 1822 per Louis-Joseph Vicat, que va inventar i utilitzar per primera vegada la calç hidràulica artificial i va trobar la fórmula en el ciment romà.
- Les ribes de la Dordonya, romàntiques i reputades.
- El viaducte de la Borrèze (Solhac és coneguda per la ciutat dels set viaductes).

## Demografia
| 1962                                       | 1968  | 1975  | 1982  | 1990  | 1999  | 2007  |
| ------------------------------------------ | ----- | ----- | ----- | ----- | ----- | ----- |
| 3.209                                      | 3.630 | 3.845 | 3.570 | 3.459 | 3.671 | 3.911 |
| Des de 1962: població sense dobles comptes |       |       |       |       |       |       |

## Administració
| Període   | Identitat         | Partit |
| --------- | ----------------- | ------ |
| 1952-1958 | Robert Veysset    |        |
| 1958-1977 | Jaurés Chaudru    |        |
| 1977-2008 | Alain Chastagnol  | UMP    |
| 2008-     | Jean-Claude Laval | PS     |